# Non aprite quella porta - Parte 3
Non aprite quella porta - Parte 3 (Leatherface: The Texas Chainsaw Massacre III) è un film del 1990 diretto da Jeff Burr.
La pellicola è il reboot dell'originale film del 1974, Non aprite quella porta ed è il terzo film della serie omonima. Il film annovera, tra gli attori, Viggo Mortensen e Ken Foree.

## Trama
Michelle e Ryan stanno percorrendo una desolata strada del Texas per andare a DeLand, in Florida. Durante il viaggio discutono su un avvenimento ascoltato alla radio: il ritrovamento di una fossa comune con 70 corpi in stato di decomposizione. I cadaveri sono stati trovati in uno stato di adipocera. I due, curiosi, trovandosi nei pressi della scena del delitto decidono di andare a vedere. Una volta giunti sul luogo la trovano piena di agenti di polizia, di cronisti e di giornalisti. Lo sceriffo avverte i due ragazzi, non solo di andarsene, ma di scappare via a gambe levate, di non fermarsi mai, per nessuna ragione al mondo. Pertanto i ragazzi riprendono il viaggio. Il giorno dopo investono con la macchina un armadillo. Il povero animale gravemente ferito viene ucciso con un sasso da Ryan, che si giustifica dicendo che in questo modo non soffrirà più, risparmiandogli una lenta agonia, anche perché Michelle non aveva il coraggio di farlo.
Michelle e Ryan si fermano ad una stazione di servizio dove incontrano un benzinaio, Alfredo, che si rivelerà un maniaco sessuale dedito al voyeurismo; infatti i due giovani si accorgono che spia Michelle al bagno. In loro aiuto accorre un ragazzo gentile di nome Tex (vero nome Edward Sawyer), che gli indica quella che lui ritiene essere la strada più breve verso la Florida. Ad un certo punto il folle benzinaio Alfredo prende un fucile, colpisce Tex e spara verso l'auto dei due ragazzi, che, spaventati, sgommano via verso la scorciatoia indicata da Tex.
Ma Alfredo non desiste, per cui ordina a Tink di seguire con il camion i due ragazzi. Tink riesce a raggiungerli lanciando sul loro parabrezza, che si frantuma, un lupo morto. Colmo della sfortuna: i cocci del parabrezza bucano una delle ruote. Michelle prende quindi una pila per aiutare Ryan a sostituire la ruota. Ad un certo punto i due sentono un rumore di passi e dei cigolii sinistri. È "Faccia di Pelle"; infatti la strada che Tex ha indicato ai due ragazzi è la più pericolosa del mondo perché è la "casa" del leggendario serial killer dalla faccia di pelle umana, il cui vero nome è Junior Sawyer. Il criminale nella sua furia inizia a segare diverse parti dell'automobile, staccando la scocca del portabagagli. I due ragazzi, terrorizzati, scappano lungo la strada.
Mentre Tex si avvia in mezzo alla strada con del sangue alla bocca, giunge sul luogo un altro veicolo, che sbanda verso l'auto di Michelle e Ryan causando la caduta dei due ragazzi dalla strada verso la massicciata, mentre l'altra auto si ribalta. Si tratta di Benny, un uomo appassionato d'armi, che uscendo dal suo veicolo ribaltato soccorre Michelle e Ryan somministrandogli dei calmanti che provocano sonnolenza. Mentre Benny sale sulla strada incontra Tink che cerca di investirlo. Benny cade nuovamente nella massicciata, inseguito da Junior che tenta di ucciderlo con la motosega, ma inaspettatamente arriva una ragazza di nome Sara. Coincidenza vuole che è l'ultima sopravvissuta della precedente coppia di viaggiatori che vennero catturati dai Sawyer. Junior, attirato da Sara, finisce di tormentare Benny e la insegue, ma la ragazza riesce a seminarlo. Michelle e Ryan si risvegliano e si mettono alla ricerca di Benny.
Sara incontra i due ragazzi e racconta così la sua storia: tempo fa ha soccorso, assieme alla sorella, un uomo disteso per terra lungo la strada; ovviamente era un'esca dato che vennero catturate e condotte in una baita nel profondo della foresta dove una delle due ragazze viene letteralmente inchiodata alla sedia. Contemporaneamente Benny decide di andarsene, ma Sara non vuole andare con lui. Ad un certo punto Sara trova la motosega di Junior appesa su di un albero, ma appena si gira, il killer si presenta stordendola spingendole con violenza la testa contro un tronco. Sara, mezza stordita, viene così segata in due parti. Nel frattempo, leatherface cattura Ryan e sega anche lui, mentre Michelle riesce a scappare. Benny si aggira nei boschi e fa partire alcune trappole, ma senza caderne vittima.
Girovagando nella buia foresta ad un certo punto Michelle trova la casa dei Sawyer, dove una ragazzina, di nome Babi Sawyer, figlia di Junior le dà il benvenuto infilzandola con un osso appuntito. Poi alla baita giunge Tex, che in realtà non è mai morto: si tratta di Tex Sawyer, il fratello di Junior con Tink e Alfredo. Quest'ultimo ha l'hobby di aggirarsi nei boschi offendendo il fratello Tex. A Michelle, presa così di sorpresa, vengono inchiodate alla sedia entrambe le mani, alla stessa sedia sulla quale era stata in precedenza inchiodata Sara. Anche in questo caso il sangue scende lungo lo scheletro della sedia e Tex ne beve un po', tentando di offrirlo anche al nonno, anche se già morto. La pellicola ad un certo punto vede giungere, su una sedia a rotelle, anche la madre dei Sawyer, Anne, che per parlare utilizza un dispositivo attaccato al collo che permette alle sue corde vocali di articolare un minimo di parole comprensibili: Anne è stata sottoposta recentemente ad una tracheotomia. Anche Ryan viene catturato da Tex e appeso per i piedi. Tex e Tink tentano di spellarlo ancora vivo, cosa che sconvolge all'estremo la fragile Michelle, mentre Alfredo getta dei cadaveri in un laghetto spiato da Benny.
Nel frattempo sia Il macellaio di famiglia che Tex giungono a casa. Il macellaio litiga con Michelle perché la costringe ad ascoltare della musica, ma la ragazza non vuole, mentre Tex ha una sorpresa per Junior: una motosega nuova fiammante, di 36 kg, modello Cadillac, bella, lucente e pulita, con un manico color oro e una sega lunga 90 cm. Junior, tutto gongolante, gioca con la figlia Babi, mentre Benny lo spia. Durante la cena la famiglia escogita il modo per uccidere Ryan: tirare una cordicella che, a sua volta libera un martello, colpendolo alla testa: detto fatto, ed il sangue viene dato al nonno. Junior fa partire la Cadillac, mentre Benny improvvisa sparando a Tink, ed in successione, gli stacca l'anulare, il mignolo, l'orecchio, colpisce la mamma, il morente Ryan ed il nonno. Inoltre sfiora Tex e Junior mentre Babi si sta lavando le mani. Michelle riesce a scappare nei boschi, Junior sale in macchina, mentre Benny tenta di sparargli con un fucile scarico, ma viene investito. Junior, pensando di averlo ucciso, insegue Michelle nei boschi.
Contemporaneamente Tex e Benny lottano vicino alla macchina di Junior, e colpiscono una tanica di benzina. Durante la colluttazione Tex si trova sotto la colata di benzina, così Benny lo uccide dandogli fuoco. Durante la sua fuga Michelle cade nel laghetto, ma riesce ad uscirne. Ucciso Tex, Benny si trova a lottare in mezzo al fiume contro Junior, mentre una terrorizzata Michelle osserva dalla riva la lotta fra i due. Mentre a Benny viene segato un pezzo della sua testa, Michelle raccoglie un enorme sasso schiantandolo per cinque volte sulla testa di Junior. A questo punto Michelle fugge, trova la strada, ma si spaventa alla vista del camioncino di Alfredo, ma su di esso si trova Benny che invita la ragazza a sedersi in macchina. Ma i due non si accorgono che Alfredo riesce a dare una martellata sulla testa di Benny. Michelle riesce comunque a sottrarre il fucile al cannibale, e, seppur ferita, gli spara un colpo. Infine, Michelle e Benny riescono a scappare, mentre Junior accende la sua nuova motosega guardandoli sfrecciare via.

## Finale alternativo
Un finale alternativo vede Michelle, che, con un sasso, dopo aver dato dei colpi sulla testa di Faccia di Pelle, si prostra a terra per cantare una canzone religiosa. La mattina seguente sulla strada vede una macchina della polizia che si ferma, ma non sale, perché vede al suo interno Babi Sawyer. Questo è il finale originale presentato in alcuni test, ma in molti sono rimasti male nel veder morire Benny e quindi hanno criticato il finale.

## Produzione
Dopo il successo del franchise di Nightmare on Elm Street, la New Line acquisì i diritti di Non aprite quella porta dalla Cannon Films con l'intenzione di trasformare la serie in qualcosa di simile. Parte del progetto era quello di far diventare Leatherface la star principale, sulla falsariga di personaggi quali Freddy Krueger o Jason Voorhees. La New Line cominciò a scegliere le location per le riprese nel luglio 1989. In una dichiarazione programmatica, l'intenzione era quella di riportare il franchise alle "radici horror", cancellando l'atmosfera da black comedy del secondo capitolo. La New Line pensò di affidare in un primo momento la regia a Peter Jackson. Le rirpese si svolsero a Valencia, California, il mese seguente. Questo è l'unico film della serie, oltre a Leatherface, il prequel del 2017 che narra le origini di Faccia di Cuoio, a non essere stato girato in Texas.
Il regista Jeff Burr voleva che Gunnar Hansen riprendesse il ruolo di Leatherface da lui interpretato nel film originale del 1974, ma non si arrivò a un accordo economico tra le parti.
Avrebbe dovuto essere introdotta nella pellicola una scena in cui Leatherface mostrava il suo vero volto sfigurato. La scena venne scartata, ma la New Line conservò l'effetto speciale, poiché voleva inserirlo nel quarto capitolo. Lo si vedrà solo nel prequel del remake del 2006, Non aprite quella porta - L'inizio. Originariamente Tex e Tink avrebbero dovuto essere l'autostoppista e il cuoco, infatti tutti e quattro hanno gli stessi interessi. A causa dei troppo espliciti ed efferati atti di violenza la proiezione del film venne impedita in Irlanda, in Finlandia e Gran Bretagna. In molti altri Paesi è stato invece solo vietato ai minori di 18 anni.

## Accoglienza
Il film ha ricevuto recensioni negative alla sua uscita nei cinema. Sul sito web aggregatore di recensioni Rotten Tomatoes, il film ha un indice di gradimento del 19% basato su 16 recensioni da parte di critici professionisti, con un punteggio complessivo di 3.52 su 10. Su Metacritic la pellicola ha un punteggio di 30 su 100, basato su 10 recensioni da parte di critici cinematografici. Richard Harrington del The Washington Post imputò il fallimento dell'opera ai tagli imposti al montaggio al fine di ottenere una classificazione R-rating, scrivendo: "Hanno girato un film X, ma lo hanno ridotto a R per soddisfare la commissione di censura della MPAA. Che si trattasse solo di uno stratagemma pubblicitario o meno, la mancanza di scene splatter in quest'ultimo capitolo è abbastanza evidente". Chris Parcillian di Film Threat definì il film "solo un altro generico filmetto slasher con niente al di là della connessione a Leatherface per raccomandarlo ai fan più esigenti della saga". Mark Kermode di Time Out lo descrisse "un film implacabilmente sadico e divertente nella maniera sbagliata, che intratterrà e offenderà in egual misura". Michael Wilmington del Los Angeles Times scrisse che il film era "banale". Ryan Turek di Shock Till You Drop ha definito il film "irrilevante ma ricordato con affetto dai fan dell'horror che erano affamati di nuovo uscite cinematografiche della serie di Non aprite quella porta". Il sito web Bloody Disgusting gli assegna 4 stelle su 5 scrivendo: "Come avrete intuito, il film ha i suoi difetti, ma a parte questo penso che sia dannatamente divertente". Leonard Maltin assegnò al film 1 stella e mezzo su 4, facendo notare quanto i numerosi tagli apportati abbiano danneggiato il risultato finale in termini di coerenza.

## Home video
Il DVD del film uscì nel 2005 distribuito dalla Eagle Pictures, in una versione con 5 minuti in più rispetto a quella vista nelle sale cinematografiche.

## Altri titoli
- Leatherface: The Texas Chainsaw Massacre III
- Nell'edizione italiana in DVD il titolo è Leatherface - Non aprite quella porta III, mentre sulla locandina e nell'edizione in VHS del film il nome è sempre Non aprite quella porta - Parte 3.

## Colonna sonora
La colonna sonora del film è composta di sonorità principalmente thrash metal e fu pubblicata dalla Restless Records nel 1990.
1. Leatherface (Lääz Rockit) - 4:10
2. Bored (Death Angel) - 3:27
3. When Worlds Collide (Wrath) - 5:42
4. Spark In My Heart (Hurricane) - 4:56
5. Power (SGM) - 4:05
6. One Nation (Sacred Reich) - 3:20
7. Monster Mash (Utter Lunacy) - 5:31
8. The Gift Of Death (Wasted Youth) - 8:50
9. Methods Of Madness (Obsession) - 3:24
10. Psychotic Killing Machine (MX Machine) - 3:22

La band Utter Lunacy è un progetto costituito per l'occasione dai musicisti Ron Armstrong, C.C. DeVille, Marq Torien, Doane Perry, Ron Keel, Tony Palamucci (ex chitarrista dei Keel), Claude Schnell, Robert Sarzo (chitarrista degli Hurricane), Leah Aldridge (ex chitarrista degli Heart), Tommy Bolan (chitarrista degli Warlock) e Steve Ishman (tastierista degli Autograph).

## Slogan promozionali
- «Dopo anni di silenzio sono tornati a seminare il terrore...»
- «Vi farà a pezzetti.»